# Gerhard Proeseler

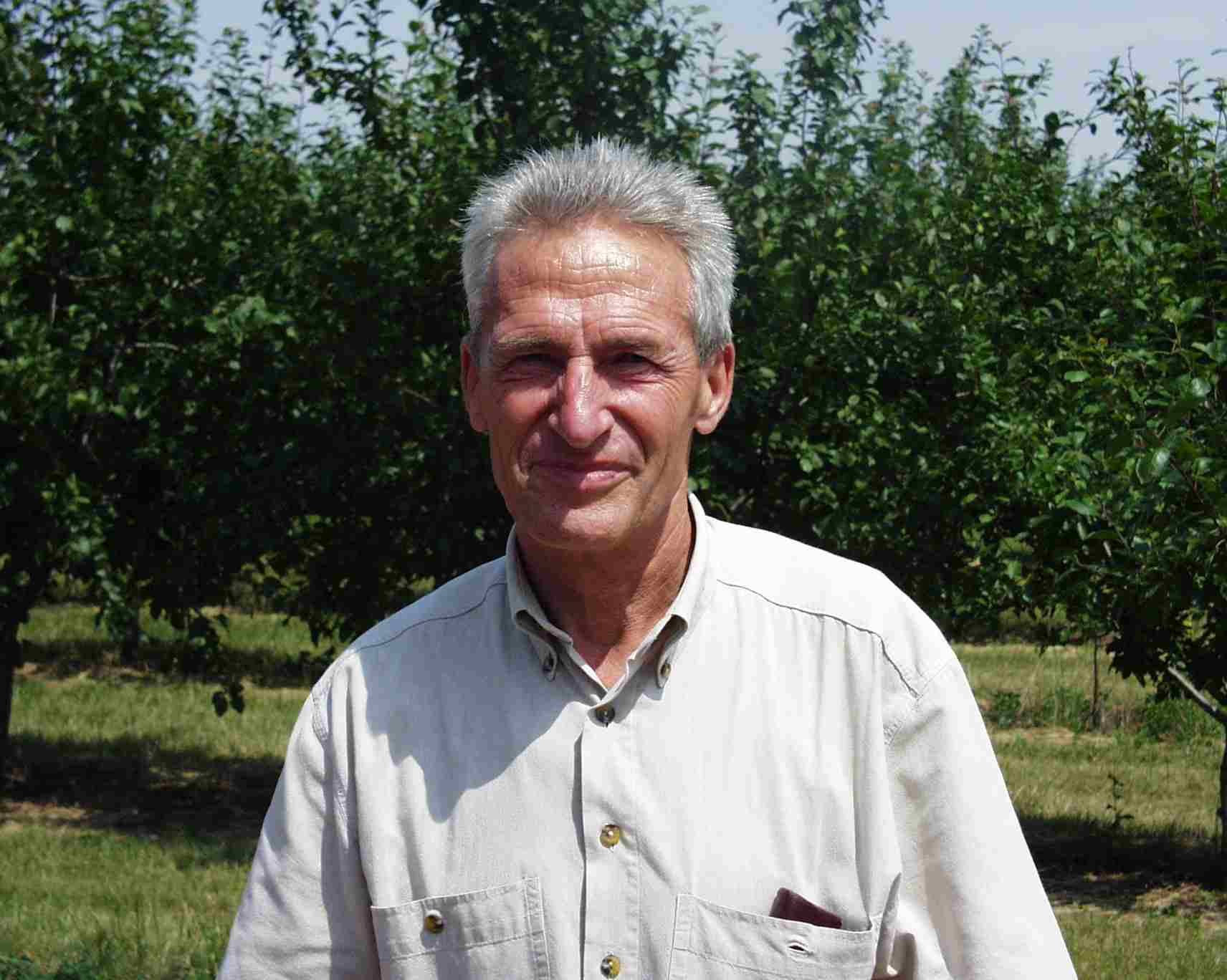
Gerhard Proeseler

Gerhard Proeseler (* 18. April 1937 in Aschersleben; † 15. November 2014) war ein deutscher Phytomediziner und Pflanzenvirologe. Er forschte am Institut für Phytopathologie Aschersleben. Nach der Gründung der Bundesanstalt für Züchtungsforschung an Kulturpflanzen leitete er das Institut für Epidemiologie und Resistenz und fungierte als stellvertretender Anstaltsleiter.

## Leben und Karriere
Gerhard Proeseler wurde am 18. April 1937 in Aschersleben geboren, wo er aufwuchs und die Schule besuchte. Nach dem Abitur an der Oberschule in Aschersleben begann er 1955 ein landwirtschaftliches Studium an der Martin-Luther-Universität Halle-Wittenberg (MLU) und schloss dieses 1960 als Diplomlandwirt ab. Bereits das Thema seiner Diplomarbeit „Beziehungen zwischen Nährstoffhaushalt und Virusinfektion“ zeigte seine zukünftige wissenschaftliche Orientierung. Wesentlich trugen dazu der damalige Leiter des Instituts für Phytopathologie in Aschersleben, der Virologe Maximilian Klinkowski, sowie seine zweijährige Tätigkeit als Hilfsassistent an diesem Institut bei. Nach einer kurzen Phase praktischer Absolvententätigkeit im Staatsgut Eisleben, konnte er 1961 als Aspirant der MLU am Institut für Phytopathologie in Aschersleben seine wissenschaftliche Laufbahn fortsetzen. Er promovierte 1965 an der MLU Halle zum Thema „Die Blattwanze Piesma quadrata Fieb. und das Rübenkräuselvirus (Savoia betae Holmes) unter besonderer Berücksichtigung der Beziehungen zwischen Virus und Vektor“. Von 1964 bis zur Auflösung im Jahre 1991 arbeitete er wissenschaftlich am Institut für Phytopathologie in Aschersleben; seit 1965 als wissenschaftlicher Assistent und ab 1968 als wissenschaftlicher Oberassistent. 1970 habilitierte er sich an der MLU mit der Habilitationsschrift „Gallmilben (Eriophyoidea) als Virusüberträger unter besonderer Berücksichtigung ihrer Morphologie, Ökologie und Bekämpfung“. Zunächst in der Vektorenforschung tätig, konzentrierte sich seine Arbeit auf die virusbedingte Vergilbung der Zuckerrübe. Mit der Entdeckung der bodenbürtigen Gerstengelbmosaikviren (Barley mild mosaic virus, Barley yellow mosaic virus) in der DDR bekam seine Forschungstätigkeit einen neuen Schwerpunkt. Einerseits war die Verbreitung der Viren auf dem Gebiet der DDR zu klären, gleichzeitig begann aber die Suche nach resistenten Gerstengenotypen. Hier widmete er sich bis zum Ende seines Berufslebens intensiv der praktischen Forschung zu den bodenbürtigen Gerstenviren. Dazu evaluierte er im Feld und Gewächshaus sehr umfangreich Sortimente der Gerste aus der Genbank des heutigen Leibniz-Institut für Pflanzengenetik und Kulturpflanzenforschung auf Virusresistenz. In Kooperation mit züchterisch arbeitenden Einrichtungen gelang so die Einkreuzung von Resistenzgenen zur Entwicklung resistenter Sorten. Darauf basierte die Zulassung der virusresistenten Wintergerstensorte „Viresa“. Insgesamt war G. Proeseler an der Veröffentlichung von 230 wissenschaftlichen Publikationen beteiligt.
Seine wissenschaftlichen Arbeit wurde 1987 mit dem „Theodor-Roemer-Preis“ und 1988 der Auszeichnung als „Verdienter Züchter“ gewürdigt. 1989 wurde er zum Professor der Akademie der Landwirtschaftswissenschaften ernannt und die Leitung des Instituts für Phytopathologie in Aschersleben übertragen. 1991 wurde er Mitglied des Editorial Boards des „Journal of Phytopathology“.
Mit Gründung der Bundesanstalt für Züchtungsforschung 1992 übernahm er die Leitung des Instituts für Epidemiologie und Resistenz bis zu seiner Emeritierung 2002. Gleichzeitig hatte er die Funktion des Stellvertreters des Anstaltsleiters inne und wirkte von 1995 bis 1996 kommissarischer Anstaltsleiter.
Mit dem Ende seines aktiven Berufslebens konnte er sich nun seinen vielfältigen Interessen, insbesondere seiner Kakteenzucht und der Aquaristik intensiv widmen und hielt häufig Vorträge vor Fachkollegen. Trotzdem blieb er der Bundesanstalt für Züchtungsforschung, dem heutigen Julius Kühn-Institut (JKI), und seinem Institut eng verbunden und stand auch weiterhin in fachlichen Fragen den Kollegen hilfreich zur Seite.

## Publikationen (Auswahl)
- Gerhard Proeseler: Die Blattwanze Piesma quadrata Fieb. und das Rübenkräuselvirus <Savoia betae Holmes>. Unter besonderer Berücksichtigung der Beziehungen zwischen Virus und Vektor. Dissertation, Halle, Landwirtschaftliche Fakultät, 1965.
- Gerhard Proeseler: Gallmilben (Eriophyoidea) als Virusüberträger unter besonderer Berücksichtigung ihrer Morphologie, Ökologie und Bekämpfung. Johann Ambrosius Barth Verlag, Leipzig 1971, zugleich Habilitationsschrift, Universität Halle-Wittenberg, Landwirtschaftliche Fakultät, 1970.
- Rolf Fritzsche, E. Karl, W. Lehmann, Gerhard Proeseler: Tierische Vektoren pflanzenpathogener Viren. Gustav Fischer Verlag, Jena 1972; Fischer, Stuttgart 1972, ISBN 3-437-30129-2.
- Rolf Fritzsche, Helmut Kleinhempel, Gerhard Proeseler: Die viröse Vergilbung der Beta-Rübe. Akademie-Verlag, Berlin 1988, ISBN 3-05-500439-6.
- Gerhard Proeseler: Maintenance of Piesma quadratum (Fieb.). In: Karl Maramorosch und Farida Mahmood (Herausgeber): Rearing Animal and Plant Pathogen Vectors. CrC Pres Inc, Boca Raton, Florida 2014, S. 204–209.